# Навроцький Максим Петрович
Максим Петрович Навроцький (нар. 29 червня 2000, Біла Церква, Київська область, Україна) — український футболіст, центральний нападник кременчуцького «Кременя».

## Життєпис
Народився в місті Біла Церква, Київська область. У ДЮФЛУ з 2013 по 2019 рік виступав за «Арсенал» (Біла Церква), «Мункач» (Мукачево) та АРЗ (Біла Церква). Дорослу футбольну кар'єру розпочав 2018 року в складі «Мункач» (Мукачево), у футболці якого провів 1 поєдинок у чемпіонаті Закарпатської області. На початку серпня 2018 року виїхав до Польщі, де виступав за нижчолігову «Границя» (Любича-Кролевська). На початку вересня 2019 року став гравцем нижчоліговими німецького клубу «Айнтрахт» (Люттхендорф).
У середині вересня 2020 року повернувся до України, де став гравцем «Минаю». Відіграв один сезон за молодіжну команду з однойменного села. У середині липня 2021 року підсилив «Кремінь». У футболці кременчуцького клубу дебютував 24 липня 2021 року в переможному (2:0) домашньому поєдинку 1-го туру Першої ліги України проти «ВПК-Агро». Максим вийшов на поле на 79-ій хвилині, замінивши Дениса Галату. Першим голом у професіональній кар'єрі відзначився 23 серпня 2021 року на 83-ій хвилині програного (1:2) домашнього поєдинку 5-го туру Першої ліги України проти тернопільської «Ниви». Навроцький вийшов на поле на 75-ій хвилині, замінивши Дениса Галату.